# Brian McOmber
 Brian McOmber  est un compositeur américain de musique de film. 

## Filmographie

### Cinéma

#### Longs métrages
- 2013 : A Teacher de Hannah Fidell
- 2013 : See You Next Tuesday de Drew Tobia
- 2013 : Ugly de Anurag Kashyap
- 2015 : 17 ans de captivité (Stockholm, Pennsylvania) de Nikole Beckwith
- 2015 : Krisha de Trey Edward Shults
- 2015 : Ma de Celia Rowlson-Hall
- 2016 : Nuts! (documentaire) de Penny Lane
- 2016 : Jacqueline Argentine de Bernardo Britto
- 2016 : Collective: Unconscious
- 2017 : It Comes at Night de Trey Edward Shults

#### Courts métrages
- 2011 : Man & Gun de Brian McOmber
- 2014 : Afronauts de Frances Bodomo
- 2014 : Krisha de Trey Edward Shults
- 2014 : Failure Groupies de Mandira Chauhan
- 2014 : Quedate de Bradley Bixler
- 2015 : All These Voices de David Henry Gerson
- 2015 : Actress de Sebastian Pardo
- 2016 : The Last Transmission de Stephen Turselli
- 2016 : How to Caucus in Iowa: Bernie de Peter O'Leary
- 2016 : Rigamo de Che Grayson
- 2016 : The Last Shift de  Roja Gashtili et Julia Lerman
- 2017 : Toru de Jonathan Minard et Scott Rashap